# Micrurus clarki
Micrurus clarki, también conocida como serpiente de coral de labios manchados o serpiente coralina de Clark, es una serpiente venenosa de la familia Elapidae, se encuentra en el sureste de Costa Rica, Panamá y el oeste de Colombia. 

## Rango geográfico
Micrurus clarki se encuentra en el oeste de Colombia (Departamento del Valle del Cauca), Panamá (Gap del Darién) y el Pacífico sureste de Costa Rica.

## Descripción
Serpiente de coral venenosa con cuerpo delgado y cilíndrico, cabeza redondeada y pequeños ojos negros. Cuerpo con anillos tricolores (rojo, negro, amarillo); cabeza y cola muy corta bicolores (amarillo y negro). Anillos rojos en el cuerpo bordeados a ambos lados por amarillo; capuchón negro en la cabeza que cubre la parte superior del hocico y cubre completamente las escamas parietales; escamas de color claro en el lado de la cabeza a menudo bordeadas por pigmento negro. Longitud total: 92 cm.

## Veneno
Como la gran mayoría de serpientes de la familia Elapidae posee un veneno nuerotóxico el cual afecta directamente el sistema nervioso central

## Etimología
El nombre genérico Micrurus se deriva de la palabra griega mikros que quiere decir “pequeño” y de la palabra griega oura que quiere decir “cola”, en referencia a la cola pequeña característica de este grupo de serpientes. El epíteto específico, clarki, es en honor al Dr. Herbert Charles Clark (1877–1960), quien fue director de Laboratorios y Medicina Preventiva de la United Fruit Company y luego fue director del Laboratorio Conmemorativo Gorgas (1929–1954), en Panamá.

## Reproducción
Se reproduce de manera ovípara

## Hábitat
M. clarki habita en bosques muy húmedos a altitudes de 2 a 900 metros.